# Charles Pillet
Pour les articles homonymes, voir Pillet.
Charles Philippe Germain Aristide Pillet né à Paris, dans le  14e arrondissement, le 20 juillet 1869 et mort, dans la même ville et le même arrondissement, le 2 février 1960 est un sculpteur et médailleur français.

## Biographie
Fils du statuaire Charles Marie Isidore Pillet et de Rosalie Philippine Larroque, institutrice, Charles Pillet est élève d'Henri Chapu et de Jules Chaplain au Beaux-Arts de Paris.
Il obtient le premier grand prix de Rome en gravure de médailles en 1890.
Il devient sociétaire de la Société des artistes français en 1898.

## Récompenses et distinctions
- Médaille de troisième classe en 1895.
- Médaille de deuxième classe en 1896.
- Médaille d'argent à l'Exposition universelle de 1900[6].
- Médaille de première classe en 1905.
- Médaille d'honneur en 1923.
- Chevalier de la Légion d'honneur en 1911.

## Œuvres
- Buste du peintre et graveur Valentin-Jean-Antoine Foulquier (1822-1896), Paris, cimetière du Père-Lachaise.

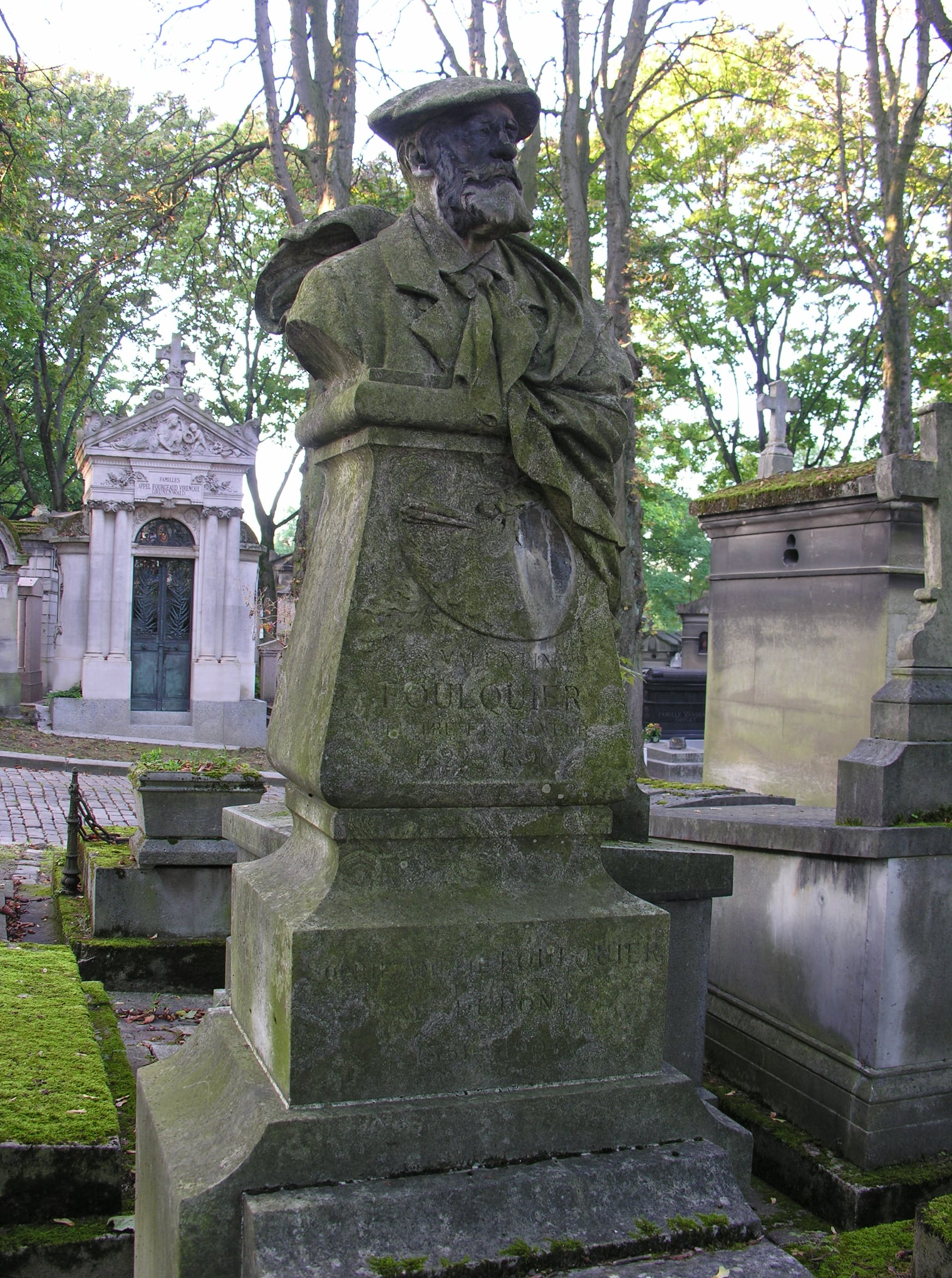
Tombe de Valentin Foulquier

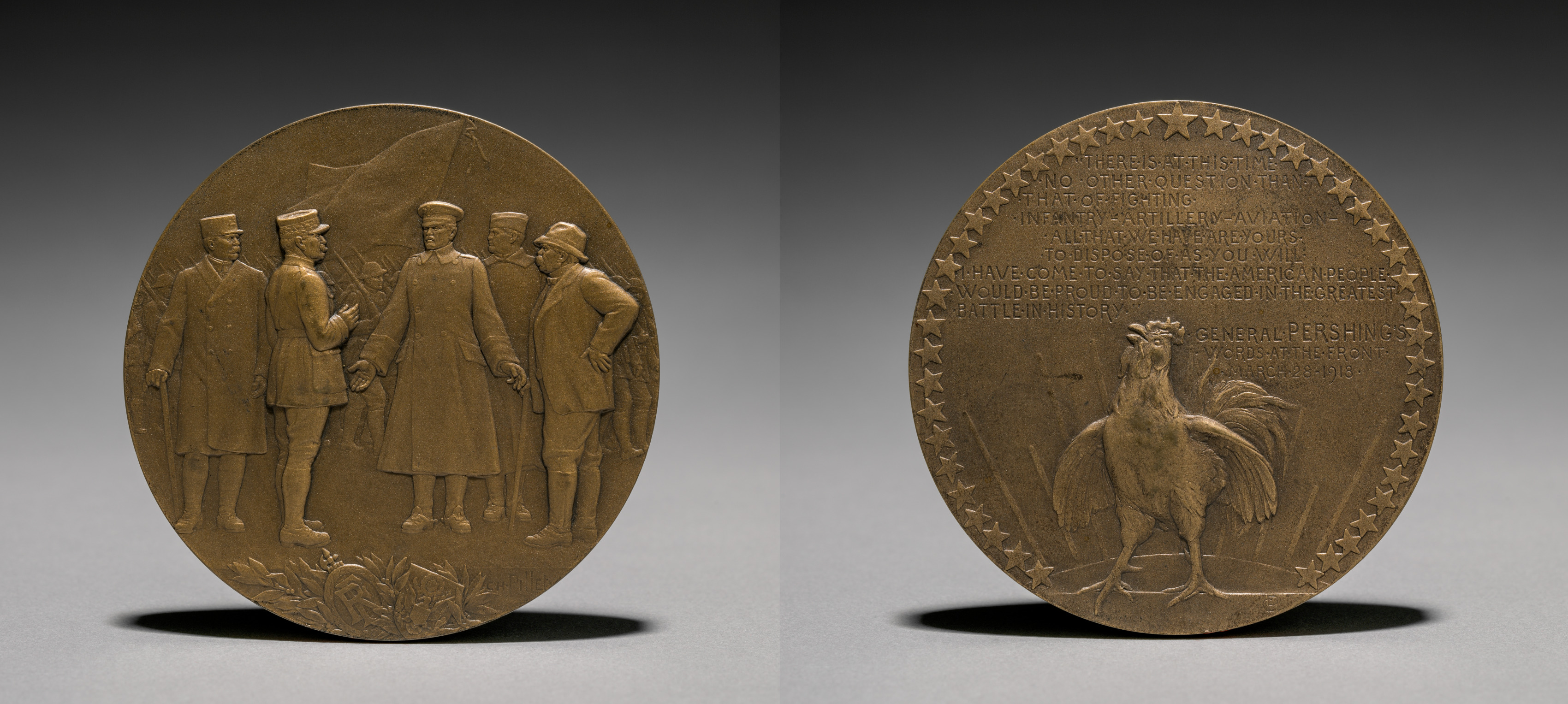
Médaille commémorative Général Pershing 1918

- Hommage à Monsieur Constantin Deramaix pour les 25 ans à la direction de L'Union chorale de Blanc-Misseron. 14 décembre 1913, plaquette en bronze.

Plaquettes et médailles commémorant 25 ans de mandat municipal à Paris.
- La Ville de Paris à François Froment-Meurice à l'occasion du XXVe anniversaire de son élection, MDCCCXC-MCMXV. 1915, plaquette en bronze
- La ville de Paris à Ernest Caron en souvenir du 25e anniversaire de son mandat de conseiller municipal  1890-1915 1915, plaquette en bronze
- La Ville de Paris à Adolphe Chérioux en commémoration de la 25e année de son mandat de conseiller municipal, 1895-1920 1920, médaille en bronze
- La Ville de Paris à Henri Rousselle en commémoration de la 25e année de son mandat de conseiller municipal, 1896-1921 1921, médaille en bronze

- La Ville de Paris à Adrien Oudin en commémoration de la 25e année de son mandat de conseiller municipal, 1903-1928 1928, plaquette en bronze
- La Ville de Paris à Louis Peuch en commémoration de la 25e année de son mandat de conseiller municipal, 1908-1933 13 juin 1933, plaquette en bronze

- A Eugène Fiancette, sénateur, la Ville de Paris en commémoration de la 25e année de son mandat de conseiller municipal, quartier du Combat, 1913-1938 1938, médaille en bronze

- Pièce de 1 peso émise par le Mexique de 1910 à 1914 dite "Caballito" [8].

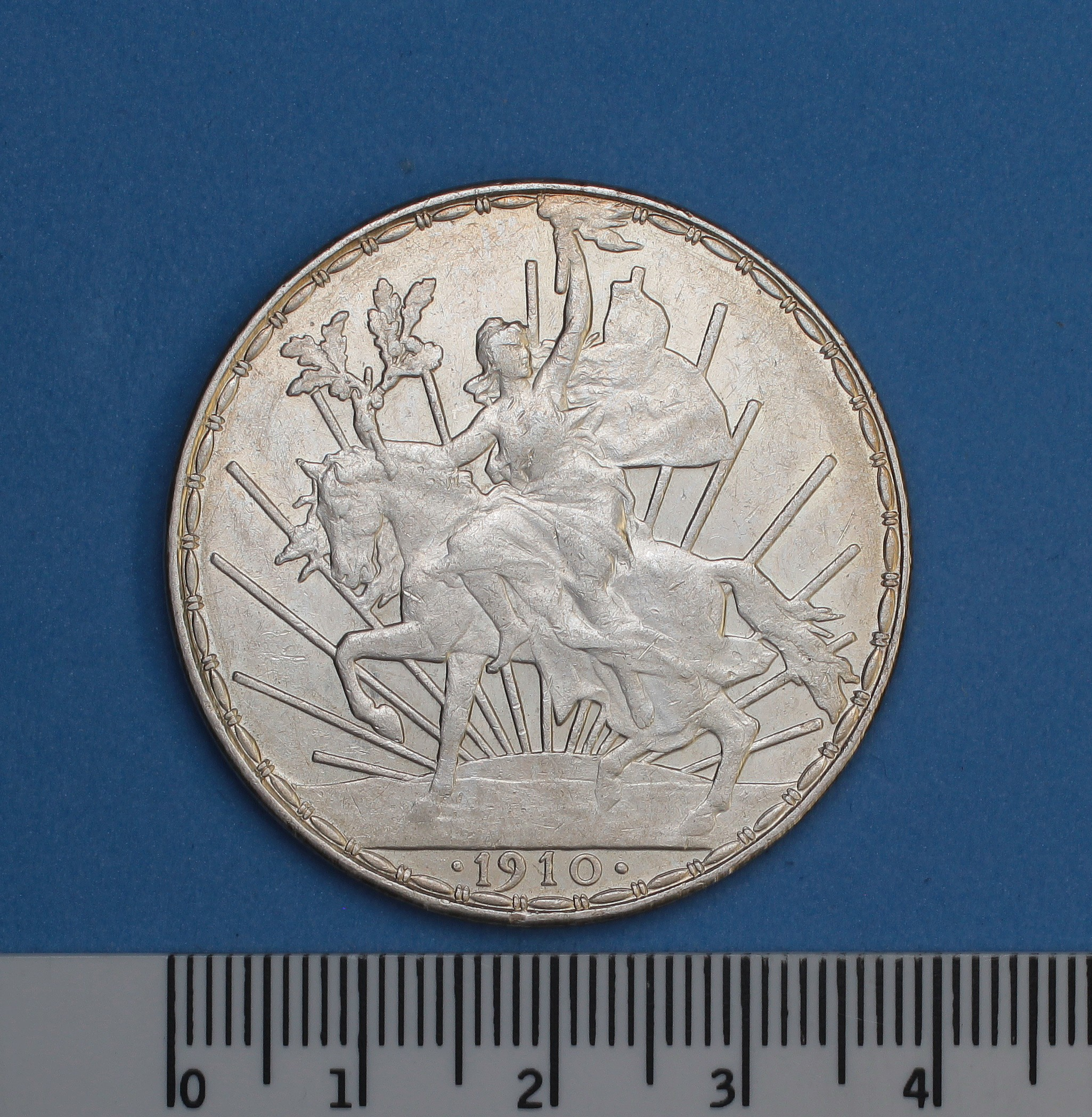
Pièce de un peso

- Pièces de 5, 10 et 20 lepta émises en Grèce en 1912 [9]